# Carl Theodor Pohlig
Carl Theodor Pohlig (* 1. April 1841 in Speyer; † 28. Juli 1921 in Regensburg) war ein Gymnasiallehrer und Kunsterzieher. Er stammte aus der Pfalz und war bis zum Lebensende in Regensburg tätig. Im  Ruhestand hat Pohlig den damaligen Baubestand der Stadt Regensburg in vielen Zeichnungen festgehalten.

## Berufsleben
Pohlig wurde 1884 von der damaligen, in Speyer tätigen bayrischen Verwaltung des linksrheinischen Territoriums des Königreichs Bayern von Speyer nach Regensburg versetzt. Dort sollte er als Gymnasialprofessor bei Bauplanung und Einrichtung des Neuen Gymnasiums mitwirken, das schon seit 1880 als das Königliche Neue Gymnasium bezeichnet und genutzt wurde, obwohl der Bau endgültig erst 1894 abgeschlossen wurde. Nach der Fertigstellung des Schulbaus war Pohlig am Neuen Gymnasium, das heute den Namen Albrecht-Altdorfer-Gymnasium trägt, bis zur Erlangung des Ruhestandes 1911 als Zeichenlehrer tätig. Daneben unterrichtete er auch die Bauhandwerker an der Baugewerkschule in Darstellender Geometrie Schattenkonstruktion und Perspektive.

## Im Ruhestand
Im Ruhestand hatte es sich Pohlig zur Aufgabe gemacht, mit zahlreichen Bleistift- und Tuschezeichnungen den damaligen Gebäudebestand der Altstadt von Regensburg topographisch zu dokumentieren. Dabei hielt er in Bildern das Aussehen von heute nicht mehr vorhanden, oder stark veränderten Straßen, Gebäuden und Höfen zur Zeit der Jahrhundertwende fest. Die Bilder der Details von Architekturelementen haben heute große dokumentarische Bedeutung. Alle entstandenen Zeichnungen sind in der Graphiksammlung des  Historischen Museums erhalten. Die Bilder haben sich als topographisch zuverlässig und als sehr genau erwiesen, haben aber trotzdem auch malerischen Reiz.
Pohlig hat seine eigenen Zeichnungen der Bürgerhäuser auch selbst systematisch ausgewertet und dabei als Erster die Systematik in der Gestaltung der Häuser der Patrizier mit Turm, Hauskapelle, Wohnbau und Binnenhöfen erkannt und beschrieben. Eine ganz eigene Beschreibung widmete er dem damals noch vorhandenen Gebäude  des Salzburger Hofs, das nach 1890 vollständig abgebrochen wurde.

## Werke und Schriften
- 1888  Monographie über „Regensburger Höfe“
- 1890  „Hauskapellen und Geschlechterhäuser in Regensburg“
- 1895 Monographie zum Salzburger Hof (19 Einzelblätter im Stadtmuseum)
- 1917 „Die Patrizierburgen des Mittelalters in Regensburg“ mit zahlreichen präzisen Architekturzeichnungen

## Begräbnis und Ehrung
Pohlig starb im Alter von 80 Jahren und wurde auf dem 1898 eingeweihten Evangelischen Zentralfriedhof südlich des Hauptbahnhofs begraben. Seine Grabstätte hat sich nicht erhalten. Erhalten ist ein Selbstporträt, das ihn stehend als Skizzenzeichner zeigt.
Im Osten von Regensburg im Stadtteil Kasernenviertel ist eine Straße nach ihm benannt.